# Ovsíček
Ovsíček (Aira) je rod trav, tedy z čeledi lipnicovitých (Poaceae). Jedná se o jednoleté byliny. Jsou trsnaté. Stébla dorůstají výšek zpravidla 2–40 cm. Čepele listů jsou ploché skládané nebo svinuté, štětinovitého tvaru, dosahují šířky 0,3–2 mm, na vnější straně listu se při bázi čepele se nachází jazýček, 2,4–5 mm dlouhý. Květy jsou v kláscích, které tvoří latu, která je volná nebo někdy stažená (a pak klasovitá či nepravidelná). Klásky jsou zboku zmáčklé, vícekvěté (zpravidla 2 květy). Na bázi klásku jsou 2 plevy, které jsou téměř stejné, bez osin. Pluchy jsou bez osin nebo osinaté. Osina je kolénkatá, kratší než plucha nebo delší. Plušky jsou bez osin. Plodem je obilka, která je okoralá. Celkově je známo asi 8 druhů, které najdeme na obou polokoulích, převážně v mírném pásu, místy i adventivně.

## Druhy rostoucí v Česku
V České republice rostou pouze 2 druhy z rodu ovsíček (Aira). Ovsíček obecný (Aira caryophyllea) je hlavně druh písčin, má rozkladitou latu. Dnes už je vzácný a kriticky ohrožený druh (C1). Ovsíček časný (Aira praecox) roste také na píscích, často na sešlapávaných místech, má klasovitě staženou latu a patří mezi silně ohrožené druhy (C2). Nejčastěji ho můžeme vidět v okolí Doks, jinde v Čechách vzácně, na Moravě zcela chybí.